# 숀 휴제

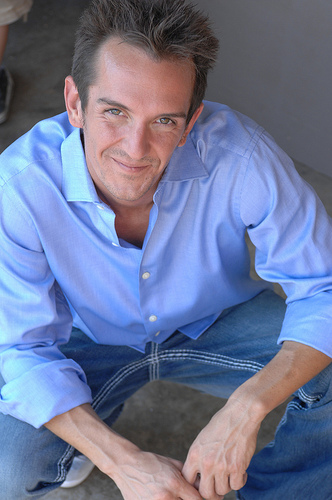

숀 휴제(Sean Huze, 1975년 1월 18일 ~ )는 미국의 배우이다.
그린우드에서 태어났다.

## 영화
- 레이스 투 리뎀션 (2016년)
- 어 기프트 호스 (2015년)
- 엔젤스 윙스 (2014년)
- 미스테리어스 아일랜드 (2012년)
- 쓰리 데이즈 (2010년) - 바니 역
- 그린 존 (2010년)
- 엘라의 계곡 (2007년)
- 그라운드 트루스 (2006년) - 본인 역
- 디 아마티 걸스 (2000년)